# Ramalina subcalicaris
Ramalina subcalicaris är en lavart som först beskrevs av William Nylander och som fick sitt nu gällande namn av Kashiw. 
Ramalina subcalicaris ingår i släktet Ramalina och familjen Ramalinaceae. Inga underarter finns listade i Catalogue of Life.